# 藤原宜
藤原 宜（ふじわら の よろし）は、平安時代初期から前期にかけての貴族。官位は従五位下・治部大輔。

## 経歴
仁寿4年（854年）従五位下に叙爵し、阿波介に任ぜられる。文徳朝末の天安2年（858年）勘解由次官に遷る。
清和朝に入ると、天安3年（859年）伊予権介、貞観5年（863年）伊予権守と地方官を歴任し、貞観6年（864年）従五位上に叙せられる。貞観7年（865年）斎宮権頭兼伊勢権守に任ぜられ伊勢国に赴任する。貞観10年（868年）斎宮寮史生・県当世が斎宮助・藤原豊本を斬殺する事件が発生するが、当事件に対する断罪内容が律に整合していないことを理由に、伊勢権介・藤原広守と共に贖刑に処されている。
貞観12年（870年）治部大輔に任ぜられ京官に復した。

## 官歴
『六国史』による。
- 時期不詳：正六位上
- 仁寿4年（854年） 正月7日：従五位下。正月16日：阿波介
- 天安2年（858年） 6月14日：勘解由次官
- 天安3年（859年） 2月13日：伊予権介
- 貞観5年（863年） 2月10日：伊予権守
- 貞観6年（864年） 正月7日：従五位上
- 貞観7年（865年） 正月27日：伊勢権守。5月16日：斎宮権頭、伊勢権守如元
- 貞観12年（870年） 2月14日：治部大輔